# Quinto Vicentino
Pour les articles homonymes, voir Quinto.
Quinto Vicentino est une commune italienne de la province de Vicence dans la région Vénétie en Italie.

## Administration
| Période                                  | Période | Identité | Étiquette | Qualité |
| ---------------------------------------- | ------- | -------- | --------- | ------- |
|                                          |         |          |           |         |
| Les données manquantes sont à compléter. |         |          |           |         |

### Hameaux
Lanzè, Valproto, Villaggio Monte Grappa

### Communes limitrophes
Bolzano Vicentino, Gazzo, San Pietro in Gu, Torri di Quartesolo, Vicence